# Одая-Туркулуй
Одая-Туркулуй (рум. Odaia Turcului) — село у повіті Димбовіца в Румунії. Входить до складу комуни Метесару.
Село розташоване на відстані 58 км на північний захід від Бухареста, 25 км на південь від Тирговіште, 136 км на схід від Крайови, 107 км на південь від Брашова.

## Населення
За даними перепису населення 2002 року у селі проживали 1244 особи, усі — румуни. Усі жителі села рідною мовою назвали румунську.